# جوزپه رومانو
جوزپه رومانو (انگلیسی: Giuseppe Romano; ۱۵ نوامبر ۱۹۱۸ – ۱۶ نوامبر ۱۹۶۵) بازیکن فوتبال اهل ایتالیا بود.
از باشگاه‌هایی که در آن بازی کرده‌است می‌توان به باشگاه فوتبال تورینو، باشگاه فوتبال یوونتوس، باشگاه فوتبال برشا، باشگاه فوتبال پیاچنزا، باشگاه فوتبال کومو، و باشگاه فوتبال ویچنزا اشاره کرد.